# Pavel Bratinka
Pavel Bratinka (* 14. března 1946, Bratislava) je český podnikatel a bývalý politik, po sametové revoluci československý poslanec Sněmovny národů Federálního shromáždění za Občanské fórum, respektive za ODA, počátkem 90. let předseda ODA, v 90. letech poslanec Poslanecké sněmovny a ministr bez portfeje České republiky.

## Biografie
Od roku 1950 žije v Praze. Vystudoval Fakultu jaderné a technické fyziky ČVUT v letech 1964–1968. Mezi léty 1970 až 1974 pracoval v Ústavu fyziky pevných látek ČSAV v Praze. Poté vystřídal několik zaměstnání a v 80. letech s postupující persekucí byl vytlačen na manuální posty jako topič a uklízeč. V roce 1976 se oženil s Václavou Zimovou, se kterou má čtyři děti: Lucii, Terezu, Ondru a Petra.
Byl zakládajícím členem a prvním předsedou Občanské demokratické aliance v letech 1989–1992. Ve volbách roku 1990 zasedl do české části Sněmovny národů Federálního shromáždění (volební obvod Východočeský kraj) za Občanské fórum, pod kterým ODA v roce 1990 kandidovala. Občanská demokratická aliance tehdy fungovala jen jako neformální skupina uvnitř Občanského fóra, ale postupně se začala emancipovat. Na 1. konferenci ODA v říjnu 1990 byl Bratinka potvrzen na postu předsedy a aliance se vydala směrem k preciznější stranické struktuře. Po rozkladu OF v roce 1991 přešel Bratinka do samostatného poslaneckého klubu ODA. Funkci předsedy ODA obhájil i na 2. a 3. konferenci ODA (leden 1992), ale na 4. konferenci v březnu 1992 ho vystřídal na předsednickém postu Jan Kalvoda, přičemž Bratinka se stal prvním místopředsedou (Bratinka z funkce předsedy odešel dobrovolně a doporučil Kalvodu za svého nástupce). Ve Federálním shromáždění setrval do voleb roku 1992. Působil jako místopředseda zahraničního výboru federálního parlamentu.
V období let 1992–1996 působil jako náměstek ministra zahraničních věcí ČR odpovědný za vztahy s Evropskou unií.
Ve volbách v roce 1996 byl zvolen do Poslanecké sněmovny Parlamentu České republiky za ODA a poslanecký mandát zastával až do voleb roku 1998. V této době byl také členem vlády. V období červenec 1996 až leden 1998 totiž působil jako ministr bez portfeje ve druhé vládě Václava Klause. V rámci toho byl jmenován rovněž předsedou Rady pro národnosti, Rady vlády pro výzkum a vývoj, Rady vlády pro zpravodajské a bezpečnostní služby, Rady pro nadace a výkonným místopředsedou Vládního výboru pro zdravotně postižené.
V rámci ODA představoval konzervativní křídlo. Spory mezi konzervativním a pragmatickým křídlem, které v ODA zesílily roku 1997, vedly k frakčním bojům a odchodům ze strany. Dne 25. února 1998 ukončil Pavel Bratinka členství v ODA.
V období let 1998–2017 podnikal v poradenské firmě Euroffice Praha – Brusel a. s., kterou založil s Liborem Kudláčkem, Jiřím Růžkem a Pavlem Štalmachem. Působí též ve správní radě Nadace Divoké husy.